# 이마무라 료이치
이마무라 료이치(일본어: 今村 涼一, 2000년 5월 8일~)는 일본의 축구 선수이다.

## 구단 경력
그는 J1리그의 FC 도쿄에 입단했다. 2017년부터 2018년까지 J3리그의 FC 도쿄 U-23에서 뛰었다. 2019년부터 2022년까지 일본 체육대학에서 활동하였다. 2023년 일본 풋볼 리그의 도쿄 무사시노 유나이티드 FC(요코가와 무사시노 FC)에 입단했다.